# Elijah Boardman

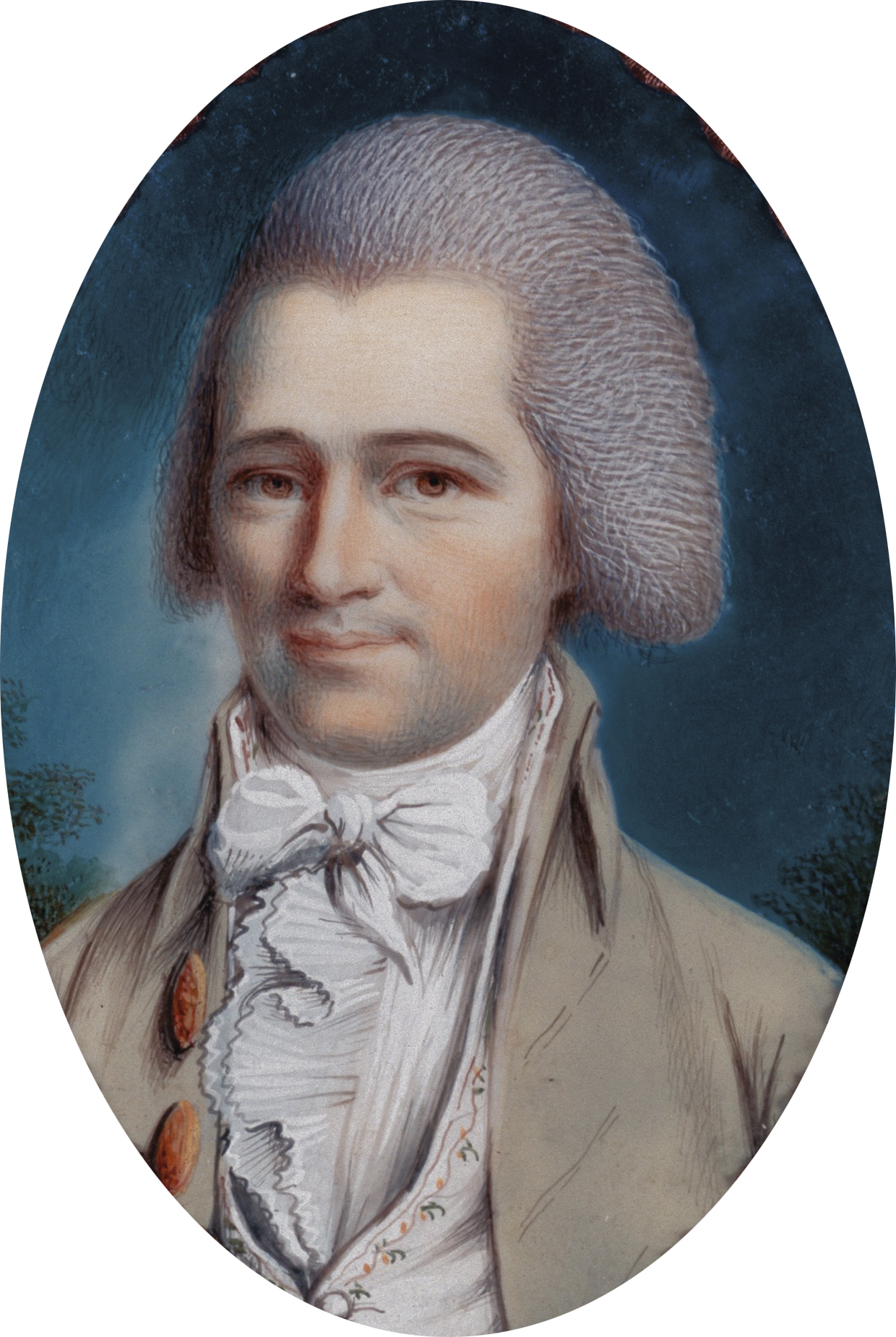
Elijah Boardman (1790)

Elijah Boardman (* 7. März 1760 in New Milford, Colony of Connecticut; † 18. August 1823 in Boardman, Ohio) war ein US-amerikanischer Politiker.
Boardman, der seine Schulbildung von Privatlehrern erhielt, kämpfte im Amerikanischen Unabhängigkeitskrieg. Nach Kriegsende war er als Sekretär in einem kaufmännischen Unternehmen tätig; in diesem Gewerbe war er von 1781 bis 1812 beschäftigt.
1803 wurde Boardman, der Mitglied der Demokratisch-Republikanischen Partei war, ins Repräsentantenhaus von Connecticut gewählt, dem er zunächst bis 1805 angehörte, später dann noch einmal im Jahr 1816. Im Staatssenat saß er von 1817 bis 1821. Am 4. März 1821 zog er für Connecticut in den Senat der Vereinigten Staaten ein; er starb aber noch während seiner Amtszeit bei einem Besuch der Stadt Boardman in Ohio, die nach ihm benannt wurde.
Sein Sohn William Whiting Boardman war ebenfalls als Politiker tätig und saß für Connecticut im US-Repräsentantenhaus.